# Damond Jiniya

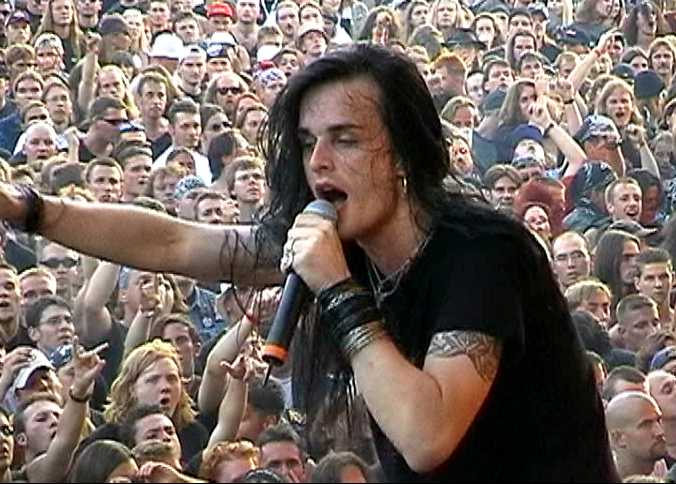
Damond Jiniya live auf dem Bang Your Head (2002)

Damond Micheal Jiniya (* 16. Dezember 1974 in Palm Springs, Kalifornien) ist ein US-amerikanischer Metal-Sänger. Bekannt wurde er ab 2001 durch die Arbeit mit der Band Savatage.

## Kindheit
Er wurde in Palm Springs, Kalifornien am 16. Dezember 1974 geboren und wurde von seiner Mutter, einer umherreisenden Country- und Western-Unterhalterin, großgezogen. Bereits ab dem Alter von zwei Jahren begann er, die Shows seiner Mutter zu ergänzen. Im Alter von neun Jahren hatte er bereits in 48 der Staaten der USA gewohnt. Auch seine Schwester und seine Großmutter waren Artisten.

## Diet of Worms
Seit 1996 sang Jiniya in der Band Diet of Worms. Gitarrist war Juan „Punchy“ Gonzalez. Im selben Jahr erschien ein gleichnamiges Demo. 1998 stieß Schlagzeuger Steven „Divine“ Wright zur Band, welcher sie 2003 wieder verließ. Nachdem sie 2003 ihren letzten Auftritt gespielt hatte, löste sich die Band 2004 aufgrund persönlicher Differenzen auf.
Später trat Jiniya auch als Background-Sänger der Band Lover of Sin auf, in der Juan „Punchy“ Gonzalez Gitarre spielt.

## Savatage
Nachdem Zachary Stevens die Band einen Tag vor der geplanten Aufnahme des Albums Poets and Madmen verlassen hatte, nahm Jon Oliva alle Gesangs-Linien selbst auf. Da er jedoch auf der Tour nicht alleine singen wollte, wurde Damond Jiniya hierfür verpflichtet. Die Tour startete am 19. April 2001 im Jaxx Nightclub, Springfield, Virginia. Sie führte durch die USA, Schottland, Italien, Spanien, Deutschland, Griechenland, Niederlande, Brasilien, Schweden, Norwegen, Dänemark, Schweiz, Österreich, Belgien, Frankreich, Japan und Ungarn. Der letzte Auftritt fand am 5. August 2002 auf dem Sziget bei Budapest statt. Die Tour führte auch über das Wacken Open Air und das Bang Your Head. Obwohl Jon Oliva während der Tour öfters davon sprach, dass Damond Jiniya ein festes Bandmitglied sei und es mit ihm ein Live-Album geben soll, kam es zu keinen weiteren Konzerten. Auch ein geplantes Studio-Album erschien nie. Bereits 2004 schürte Stevens Gerüchte, dass Jiniya nicht mehr zur Band zurückkehre. Er sagte eine drei Sänger Lösung (Jiniya/Stevens/Oliva) halte er für unmöglich und für ihn sei Jiniya drausen aus der Band. Die Band gab 2007 ihre Auflösung bekannt.
Im Juni 2011 äußerte sich Damond Jiniya zu seiner Zeit mit Savatage öffentlich. Er schloss weitere Aktivitäten aus und sagte aus, dass das Ende der Band eine Erleichterung für die Fans sei, da der "Zug" Richtung "Vergessenheit" fuhr. Er bezeichnete Savatage als Weg, um das Trans-Siberian Orchestra zu promoten und beklagte sich darüber, nie über den Status der Band klar informiert zu sein.

## Andere Projekte
Damond Jiniya bewarb sich um den Posten bei INXS, wurde jedoch abgelehnt, da er zu „gruselig“ war.
Aktuell ist der mit der Band Herman/Nebula unterwegs.

## Privates
2008 heiratete Jiniya. Er berichtete später, zu seiner Zeit bei Savatage aufgrund von Depressionen in eine Alkohol- und Drogensucht verfallen zu sein. Er habe diese jedoch inzwischen überwunden. Er arbeitet inzwischen als Vocal-Coach.

## Diskografie

### Diet of Worms
- 1996: Diet of Worms
- 1997: To Thine Own Self
- 1999: The Aquarius
- 2003: Tantrumland